# Flughafen Arqalyq

i8
i11
i13
Der Flughafen Arqalyq (IATA-Code: AYK, ICAO-Code: UAUR) ist der Flughafen der Stadt Arqalyq in Kasachstan. 

## Geschichte
Der Flughafen wurde während der Sowjetzeit errichtet.
Derzeit verfallen die Flughafengebäude und die Start- und Landebahn wird schlecht in Stand gehalten.

## Fluggesellschaften und Ziele
Die russische Raumfahrtagentur Roskosmos nutzt den Flughafen als Auftankort für Helikopter, die die Sojus-Kapseln bergen.
Es gibt keinen Linienbetrieb.